# Joseph Parker
Pour les articles homonymes, voir Parker.
Joseph Parker est un boxeur néozélandais né le 9 janvier 1992 à Auckland.

## Carrière
Passé professionnel en 2012, Joseph Parker remporte en 2015 le titre de champion d'Asie des poids lourds OPBF puis le titre vacant de champion du monde WBO de la catégorie le 10 décembre 2016 après sa victoire aux points face au mexicain Andy Ruiz Jr.. Parker conserve son titre le 6 mai 2017 en battant aux points Razvan Cojanu ainsi que le 23 septembre 2017, également aux points contre Hughie Fury. Il est en revanche battu par Anthony Joshua, champion WBA et IBF de la catégorie, le 31 mars 2018. Le 28 juillet 2018, il affronte Dillian Whyte à l'O2 Arena et perd aux points à l’unanimité des juges. Parker relance sa carrière le 1er mai 2021 en battant aux points Dereck Chisora.

## Titres professionnels en boxe anglaise

### Titre mondial majeur
- Champion du monde poids lourds WBO (2016-2018)

### Titres régionaux/internationaux
- Champion poids lourds WBO Inter-Continental (depuis 2021)
- Champion poids lourds WBA Oceania (2015)
- Champion poids lourds WBC Eurasia Pacific (2015)
- Champion poids lourds OPBF (2015-2016)
- Champion poids lourds WBO Africa (2015)
- Champion poids lourds WBO Oriental (2014-2016) et (depuis 2021)
- Champion poids lourds PABA (2014-2015)
- Champion de Nouvelle-Zélande poids lourds NZNBF (2013-2015)